# Chiloscyphus mediinfrons
Chiloscyphus mediinfrons là một loài Rêu trong họ Lophocoleaceae. Loài này được J.J. Engel & Braggins mô tả khoa học đầu tiên năm 2010.